# Mart Järvik
Mart Järvik, född 21 februari 1956 i Järvamaa, är en estnisk miljövetare och nationalkonservativ politiker tillhörande Estlands konservativa folkparti, EKRE. Sedan 29 april 2019 är han Estlands landsbygdsminister i Jüri Ratas andra regering.